# Катерина Перистери
Катерина Перистери (на гръцки: Κατερίνα Περιστέρη) е гръцка археоложка и политик, изследователка на античния град Амфиполис.  Перистери е уредник на старините в областна единица Сяр. Тя става широко известна като ръководител на разкопките в Амфиполската гробница от август 2014 година насетне, които дават особено важни находки.

## Биография
Перистери е родена в 1955 година в Кавала. Учи в Солунския университет, в катедрата по история на изкуството и археология, където постъпва с  държавна стипендия. Прави следдипломно обучение в Парижкия университет, в катедрата по археология, праистория, етнология и антропология, и в същото време посещава курсове по методология на разкопките в Практическото училище за висши изследвания. След това е научен сътрудник във Френския национален център за научни изследвания, базиран в Париж, и в Южна Франция в Изследователския институт за праистория на Изтока в Жале, Ардеш.
След завършване на обучението си, тя работи като XIII ефория за праисторически и класически страни при разкопки на Тасос и във Френското археологическо училище в програма за запис и документация, както и в Археологическото дружество като научен сътрудник на Димитриос Лазаридис в Древен Амфиполис при разкопки на северната стена и Античния мост, до постоянното ѝ назначаване, след писмен конкурс, в 1980 година в Гръцката археологическа служба.
В 1980 година става постоянен археолог в Министерството на културата, първоначално в IX ефория за праисторически и класически старини на Тракия с разкопки в Древна Абдера, Марония и Месимврия - Зони, а в 1983 година продължава в IX ефория за праисторически и класически старини на Източна Македония, с разкопки в праисторическото селище Дикили Таш в Кавала, разкопки на Храма на Дионис в Горенци (Кали Вриси), Драмско, разкопки на Сандъкчифлишкото неолитно селище край Драма в сътрудничество със Солунския университет, разкопки на гробни могили от римско време в граничната зона на Борово (Потами), както и спасителни разкопки в Амфиполис.
Тя отговаря за организацията и изложбената програма на Драмския археологически музей, който е открит в края на 1999 година и участва в проучването на разкопки на Тасос като отговорен археолог в сътрудничество с Френското археологическо училище на обекта Фари, както и при съставянето на археологическата карта на Тасос.
Перистери поема поста директор на XXVIII ефория за праисторически и класически антики на Сяр, Централна Македония, от създаването ѝ в 2004 година. Нейната дейност включва и разкопки в селището край Кешишлък (Неос Скопос), което след разкопките е идентифицирано като античния Берге, в Ески Хисар (Кастро Мавру Враху) край Валовища (Сидирокастро), където е разкрито Светилище на Нимфите, Аполон и Пан, както и в Древния Аргилос. В 2007 година 400 елинистически и римски гробове са разкопани в Амфиполис при прокарване на пътя Сяр - Амфиполис, проведени са разкопки в архаичния некропол в района на хълма Каста, а след това от 2012 година е разкопана Амфиполската гробница.

## Разкопки в Амфиполската гробница
Катерина Перистери получава по-широка публичност като ръководител на разкопките на Амфиполската гробница. Разкопките започват през 60-те години на XX век от Димитриос Лазаридис на върха на хълма Каста, където са открити няколко гроба. В 2009 година разкопките са подновени под ръководството на Катерина Перистери, без никакви значими находки през първите три години след откриването на мраморното заграждение. Представянето на разкопките на конференция в 2013 година обаче предизвиква интереса на пресата. През август 2014 година е открит входът на гробницата от южната й страна и в същото време започнаха първите разкрития на находките. Открити са три камери и общо четири пространства, включително входа и стъпалата към вътрешността на гробницата. Мраморното ограждане на кръглата могила има периметър от 497 m и площта й съответства на около 20 декара, което като цяло я прави най-големият откриван някога в Гърция гробен паметник.
Развитието на разкопките е предоставяно на редовни интервали от Министерството на културата чрез съобщения за пресата, но също и с интервюта на Катерина Перистери, заедно със служители на министерството. По време на разкопките пресата отделя специално внимание на силното несъгласие на Перистери с мненията на други учени, че заграждението и гробницата са от римския период (I век пр. н. е.) и че не е македонска гробница (III век пр.н.е.) и съмненията, които първоначално са изразени, че заграждението не е гробищно.
През септември 2015 година, при представянето на резултатите от проучванията, проведени от 2012 до 2014 година, Катерина Перистери и нейният партньор Михалис Лефандзис обявяват, че паметникът е построен по заповед на Александър III Македонски за Хефестион.

## Признание
За работата си на 28 октомври 2014 година Перистери е удостоена с „Македонската награда“ за 2014 година от Фондация за Македонската награда. В словото си при връчването на наградата тя благодари на всички органи, които подкрепят разкопките и в частност на Министерството на културата, като казва: „ Археологията винаги е магия и винаги е непознатото. Не знаем какво ще скрие и какво ще ни разкрие утрешният ден... винаги трябва да сме оптимисти, че ще намерим красиви неща".
През ноември 2014 година е наградена от Регионалния съюз на общините на Централна Македония.
През януари 2015 година Перистери е наградена и обявена за почетен гражданин на Сяр от Градския съвет.
През ноември 2015 година е удостоена с международната награда „Халед ал-Асаад“ за археологическо откритие на събитие, проведено в антична Посейдония в Южна Италия от делегация на ЮНЕСКО.

## Критика
Археологическата общност и медиите[35][36][37] от време на време остро критикуват Катерина Перистери и другите членове на координационния екип на Мнистерството - Лина Мендони и Анна Панайотареа по отношение на разкопките в Амфиполската гробница, с твърдението, че мащабът на публичността около откритието на сградата и честите новини и съобщения, които последват, са използвани за създаване на политически ползи на правителството на Антониос Самарас - който проявява личен интерес към случая и посещава обекта в началото на разкритията през август 2014 година.
Отсъствието на Катерина Перистери от 28-ата среща на археологическия проект през март 2015 година в Солун поради ограниченото време за анализ на находките от края на разкопките, както тя обяви, и присъствието на нейния научен партньор на конференцията, който изрази оценки, които не са съгласни с предположенията на Перистери, дават още повече тласък и интензивност на критиките от археологическата общност.
Всички горепосочени събития карат 231 личности на литературата и изкуството да подпишат съвместно изявление, в което искат край на атаките срещу Катерина Перистери.